# Offentlig kunst i Kongens Have
Dette er en liste over offentlig kunst i Kongens Have ved Rosenborg i København.
| Billede | Titel / individ mindet  | Billedhugger             | Skabt | Opstillet      | Kilde |
| ------- | ----------------------- | ------------------------ | ----- | -------------- | ----- |
|         | Ekko                    | Aksel Hansen             |       | 1888           | Ref   |
|         | Caroline Amalie         | Vilhelm Bissen           |       | 1896           | Ref   |
|         | Hans Christian Andersen | August Saabye            |       | 1880           | Ref   |
|         | Herkules                | Giovanni Baratta         |       | ?              |       |
|         | Hjortegruppe            | Arthur le Duc            |       | 1910           | Ref   |
|         | Hørup Monumentet        | Jens Ferdinand Willumsen |       | 1908           |       |
|         | Kamp med en slange      | Thomas Brock             |       | 1880           | Ref   |
|         | Liden Gunver            | Theobald Stein           | 1899  | 1909           | Ref   |
|         | Løven og hesten         | Peter Husum              | 1617  | ca. 1643       |       |
|         | Marmorkugler            | Ukendt                   |       | 1600-tallet    | Ref   |
|         | Ringridersøjlerne       | Ukendt                   |       | 15-1600-tallet | Ref   |
|         | To Hvilende Løver       | Ukendt                   |       | Før 1673       | Ref   |